# Luneda (manzana)
Luneda es el nombre de una variedad cultivar de manzano (Malus domestica). Esta manzana es originaria de Galicia, está cultivada en la colección de árboles frutales y banco de germoplasma de Mabegondo con el N.º 289; ejemplares procedentes de esquejes localizados en San Xoán de Cerdeira, parroquia del municipio de As Neves (Pontevedra).

## Sinónimos
- "Manzana Luneda",[4][5]
- "Maceira Luneda".

## Características
El manzano de la variedad 'Luneda' tiene un vigor vigoroso. Tamaño grande y porte erguido.
Época de inicio de brotación a partir del 5 de mayo y de floración a partir del 26 de mayo.
Las hojas tienen una longitud del limbo de tamaño corto, con la máxima anchura del limbo es estrecha. Longitud de las estípulas es corta y la máxima anchura de las estípulas es desconocido. Denticulación del borde del limbo es ondulado, con la forma del ápice del limbo acuminado y la forma de la base del limbo es obtuso. Con subestípulas ausentes.
Sus flores tienen una longitud de los pétalos corta, con una anchura de los pétalos estrecha, disposición de los pétalos libres entre sí, con una longitud del pedúnculo corto.
La variedad de manzana 'Luneda' tiene un fruto de tamaño pequeño, de forma plana-globosa, de color bicolor, con chapa a rayas, e intensidad media. Epidermis de textura suave, con pruina en su superficie y con presencia de cera débil. Sensibilidad al "russeting" (pardeamiento áspero superficial que presentan algunas variedades) muy poco sensible. Con lenticelas de tamaño mediano.
Los sépalos están dispuestos de forma  parcialmente replegados, y variable en su base; su fosa calicina es  profunda y de una anchura media. Pedúnculo de grosor medio y de longitud medio, siendo la cavidad peduncular de una profundidad media y de anchura media. Con pulpa de color crema-amarilla, cuya firmeza es intermedia y su textura es intermedia; su jugosidad es jugosa, con sabor de acidez débil, y poco aromática.
Época de maduración y recolección a partir del 15 de octubre. 'Luneda' es una manzana que su destino es la conservación de esta variedad en el banco de germoplasma de Mabegondo como reserva genética.

## Susceptibilidades
- Oidio: no presenta
- Moteado: no presenta
- Raíces aéreas: ataque débil
- Momificado: ataque débil
- Pulgón lanígero: no presenta
- Pulgón verde: ataque medio
- Araña roja: no presenta
- Chancro del manzano: no presenta.[3]